# جون كيلي فيتزباتريك
جون كيلي فيتزباتريك (بالإنجليزية: John Kelly Fitzpatrick)‏ هو رسام أمريكي، ولد في 1888، وتوفي في 1953.